# ليو بين بين
ليو بين بين (بالصينية: 刘彬彬) (16 يونيو 1993 ماوزو الصين - ) هو لاعب كرة قدم صيني، يلعب كلاعب وسط.

## روابط خارجية
- ليو بين بين على موقع قاعدة بيانات كرة القدم.إي يو (الإنجليزية)
- ليو بين بين على موقع ناشيونال فوتبول تيمز (الإنجليزية)
- ليو بين بين على موقع Soccerway.com (الإنجليزية)
- ليو بين بين على موقع اللجنة الأولمبية الصينية (الإنجليزية)